# Mistrzostwa Świata w Short Tracku 2019
Mistrzostwa Świata w Short Tracku 2019 odbyły się w Sofii w Bułgarii w dniach 8-10 marca 2019 roku. Stolica Bułgarii gościła już wcześniej imprezę tej rangi w 1999 oraz 2010 roku.

## Harmonogram
Wszystkie godziny podane według czasu lokalnego (UTC + 2).
| Data     | Czas  | Konkurencja              |
| -------- | ----- | ------------------------ |
| 8 marca  | 10:00 | Kwalifikacje             |
| 9 marca  | 14:02 | 1500 m kobiet            |
| 9 marca  | 14:02 | 1500 m mężczyzn          |
| 9 marca  | 14:02 | 500 m kobiet             |
| 9 marca  | 14:02 | 500 m mężczyzn           |
| 10 marca | 14:02 | 1000 m kobiet            |
| 10 marca | 14:02 | 1000 m mężczyzn          |
| 10 marca | 14:02 | 3000 m kobiet            |
| 10 marca | 14:02 | 3000 m mężczyzn          |
| 10 marca | 14:02 | Sztafeta 3000 m kobiet   |
| 10 marca | 14:02 | Sztafeta 5000 m mężczyzn |

## Medaliści i medalistki

### Mężczyźni
| Konkurencja          | Złoto                                                                | Czas     | Srebro                                          | Czas     | Brąz                                                           | Czas     |
| -------------------- | -------------------------------------------------------------------- | -------- | ----------------------------------------------- | -------- | -------------------------------------------------------------- | -------- |
| 500 metrów           | Hwang Dae-heon                                                       | 42,490   | Wu Dajing                                       | 42,725   | Ren Ziwei                                                      | 42,888   |
| 1000 metrów          | Lim Hyo-jun                                                          | 1:26,468 | Hwang Dae-heon                                  | 1:26,657 | Siemion Jelistratow                                            | 1:26,660 |
| 1500 metrów          | Lim Hyo-jun                                                          | 2:31,632 | Samuel Girard                                   | 2:31,685 | Lee June-seo                                                   | 2:31,717 |
| 3000 metrów          | Lim Hyo-jun                                                          | 5:00,988 | Siemion Jelistratow                             | 5:01,120 | Keita Watanabe                                                 | 5:01,847 |
| Wielobój             | Lim Hyo-jun                                                          | 102 pkt. | Hwang Dae-heon                                  | 55 pkt.  | Siemion Jelistratow                                            | 44 pkt.  |
| Sztafeta 5000 metrów | Korea Południowa Hwang Dae-heon Lee June-seo Lim Hyo-jun Park Ji-won | 7:04,292 | Chiny Ren Ziwei Wu Dajing Xu Hongzhi Yang Shuai | 7:04,651 | Węgry Csaba Burján Cole Krueger Shaolin Sándor Liu Alex Varnyú | 7:04,961 |

### Kobiety
| Konkurencja          | Złoto                                                                | Czas     | Srebro                                                                                      | Czas     | Brąz                                                                          | Czas     |
| -------------------- | -------------------------------------------------------------------- | -------- | ------------------------------------------------------------------------------------------- | -------- | ----------------------------------------------------------------------------- | -------- |
| 500 metrów           | Lara van Ruijven                                                     | 43,267   | Fan Kexin                                                                                   | 43,427   | Suzanne Schulting                                                             | 43,518   |
| 1000 metrów          | Suzanne Schulting                                                    | 1:28,986 | Choi Min-jeong                                                                              | 1:29,187 | Kim Boutin                                                                    | 1:29,211 |
| 1500 metrów          | Choi Min-jeong                                                       | 2:29,741 | Kim Boutin                                                                                  | 2:29,803 | Sofia Proswirnowa                                                             | 2:29,843 |
| 3000 metrów          | Suzanne Schulting                                                    | 5:26,880 | Choi Min-jeong                                                                              | 5:26,980 | Kim Yi-joo                                                                    | 5:27,039 |
| Wielobój             | Suzanne Schulting                                                    | 81 pkt.  | Choi Min-jeong                                                                              | 76 pkt.  | Kim Boutin                                                                    | 37 pkt.  |
| Sztafeta 3000 metrów | Korea Południowa Choi Min-jeong Kim Geon-hee Kim Yi-joo Shim Suk-hee | 4:13,904 | Rosja Jekatierina Jefriemienkowa Jekatierina Konstantinowa Emina Małagicz Sofia Proswirnowa | 4:14,353 | Kanada Kim Boutin Camille de Serres-Rainville Alyson Charles Courtney Sarault | 4:14,984 |